# Bacopa versicolor
Bacopa versicolor là một loài thực vật có hoa trong họ Mã đề. Loài này được Herter & Melch. mô tả khoa học đầu tiên năm 1943.